# Ugoni-Longhi
Gli Ugoni-Longhi (Ugonidi o Narisii) furono una nobile stirpe di età medievale e di antica origine dotata di titolo comitale, attestata dal X secolo al XV e stanziata nel territorio al confine delle attuali province di Brescia, Mantova, Verona, Cremona, mentre i loro ascendenti detenevano possedimenti anche nel Piacentino, Reggiano e Modenese.
Gli Ughetti-Longhi furono una stirpe patrizia di Genova di età medievale dotata del titolo di Signori di Scio, attestata nei secoli dal XIV al XVIII e stanziata nel territorio di Genova, mentre i loro ascendenti detenevano possedimenti anche nel mar Egeo.

## Origini, ascendenti e loro genealogia

L'Italia nell'anno 1000.

Gli Ugoni Longhi, già secondo alcuni storici locali ottocenteschi, come Odorici e Astegiano, trassero la loro origine da una stirpe di conti di origine alemanna,  i conti di Sabbioneta, detti più raramente di Desenzano e di Montichiari, vissuti a cavallo tra l'XI e il XII secolo.

### I conti Olderico, Sansone, Leigarda
Questa schiatta ha i suoi capostipiti nel marchese e conte palatino Olderico, alemanno, sicuramente vivente tra il 910 e il 921, e in Leigarda, figlia di Vifredo I dei Supponidi, già conti di Brescia, detentrice di beni nel Cremonese, nel Reggiano e nel Modenese e forse imparentata con la grande dinastia comitale, ma nel secolo X in piena decadenza. Alla morte violenta del conte Olderico, ribellatosi al re Berengario del Friuli, Leigarda sposò in seconde nozze il conte palatino Sansone, che nel 930 risulta detenere a livello la corte di Asola: è questo il primo indizio della presenza dei conti nell'area della Bassa Bresciana orientale e dell'Alto Mantovano.

### Rapporti con i conti del Seprio, i conti Gandolfingi e i marchesi Obertenghi
In origine, secondo Conti,  gli ascendenti degli Ugoni-Longhi sarebbero stati legati strettamente a un ramo della famiglia dei conti del Seprio, di legge salica, ritiratasi nel Cremonese e Bresciano sud-orientale dopo il 961, in seguito alla caduta in disgrazia presso il nuovo sovrano d'Italia, l'imperatore Ottone I. Del resto già il Marchese Olderico era morto nel 921 presso Brescia, tentando di rovesciare il regime di re Berengario I: per quest'atto di lesa maestà, i suoi discendenti sarebbero stati in seguito privati del titolo di marchesi e conti del Sacro Palazzo, rimanendo solamente conti, ma senza la possibilità di esercitare tale carica in nessuna città.

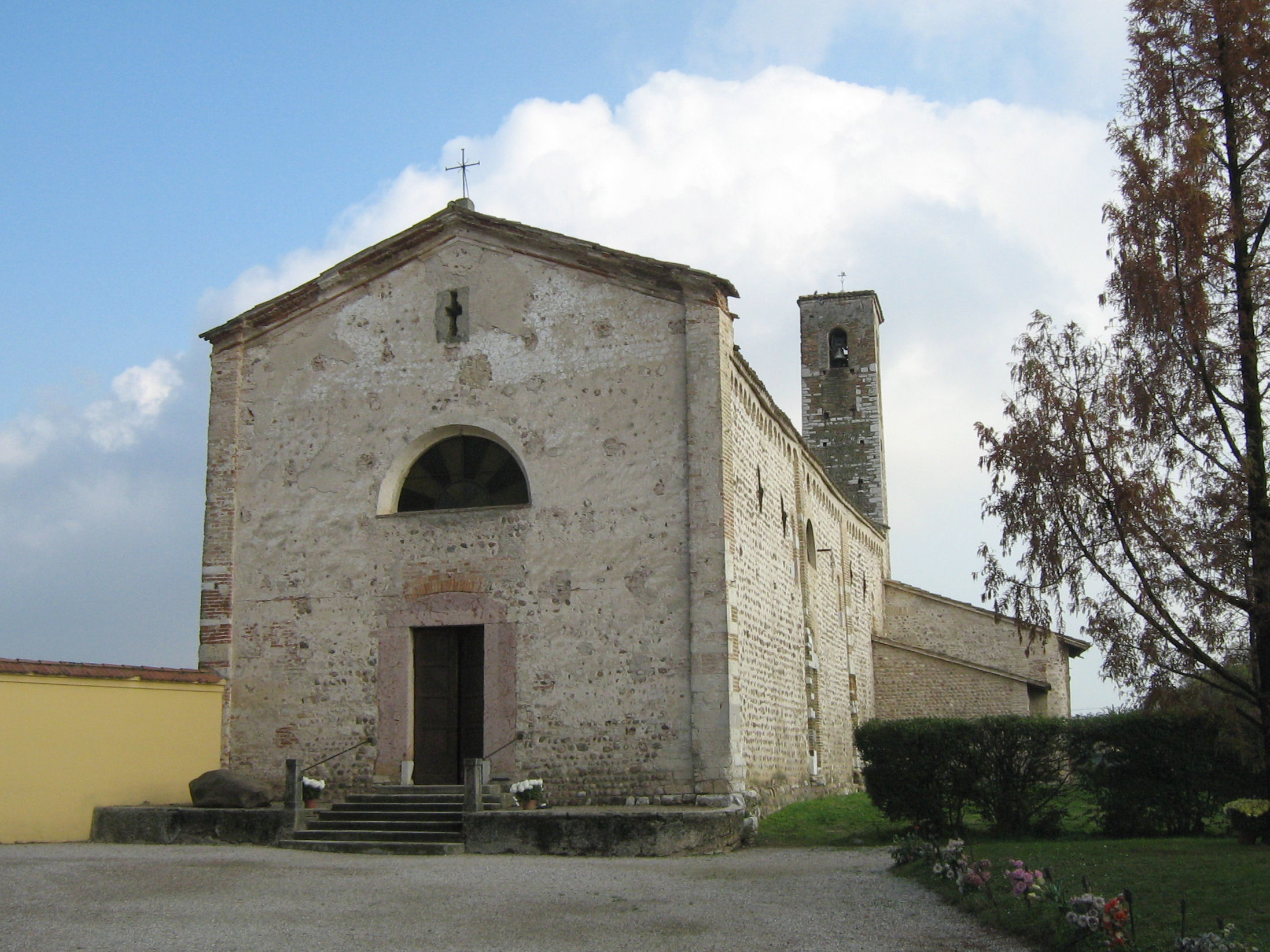
Medole, pieve di Santa Maria: la chiesa è attestata già dal 1020, all'epoca della presenza sul territorio dei conti Arduini di Parma

Successivamente i progenitori degli Ugoni–Longhi si imparentarono probabilmente con altre importanti famiglie di ceto comitale o marchionale: i Gandolfingi, conti di Piacenza e poi di Verona, e i marchesi Obertenghi. Importante per la creazione di un vasto dominio territoriale di tipo rurale, ereditato poi dai vari rami degli Ugoni-Longhi, fu, già secondo le intuizioni di Marchetti Longhi, poi avallate da A. Conti, il legame creato con i cosiddetti ultimi conti di Parma, viventi secondo legge longobarda, la terza e ultima dinastia che agli inizi del X secolo venne scelta per il controllo di parti periferiche dello smembrato comitato di Parma.
Anche a seguito di tali unioni familiari, gli ascendenti dei conti Ugoni e Longhi tra i secoli X e XI possedevano già un'ampia fascia che dal fiume Po all'altezza della confluenza con l'Oglio sale fino al lago di Garda meridionale, ove poi si radicheranno i rami degli Ugoni Longhi, ma detenevano beni anche nella zona sud-ovest del comitato di Piacenza, e in varie aree discontinue dei comitati di Parma, Reggio e Modena.

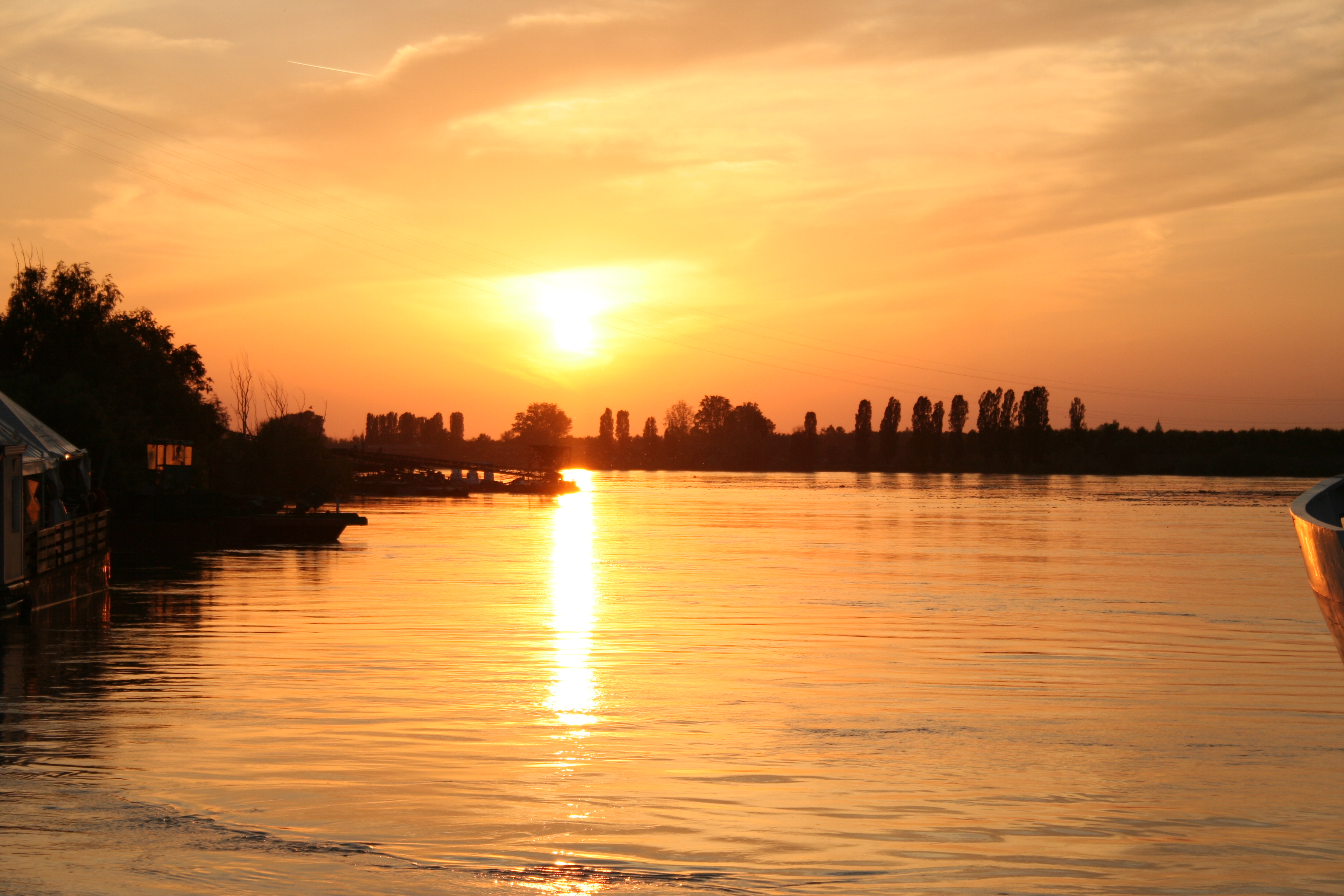
Il fiume Po tra Lombardia ed Emilia, nel parmigiano

Sempre a cavallo dei secoli X e XI, alcuni conti, discendenti dal primo matrimonio di Leigarda, effettuarono permute con i vescovi di Cremona, con il ben preciso scopo di radicarsi in modo sempre più compatto in un'unica, anche se vasta, definita area, quella situata lungo il corso del basso fiume Oglio, all'incontro dei tre comitati di Mantova, Brescia e Cremona: i beni dei conti in quest'area erano collocati nelle località di Belforte di Gazzuolo, Casalmaggiore, Spineda, Commessaggio, Marcaria, Correggioverde di Dosolo.

### La fondazione del monastero di famiglia

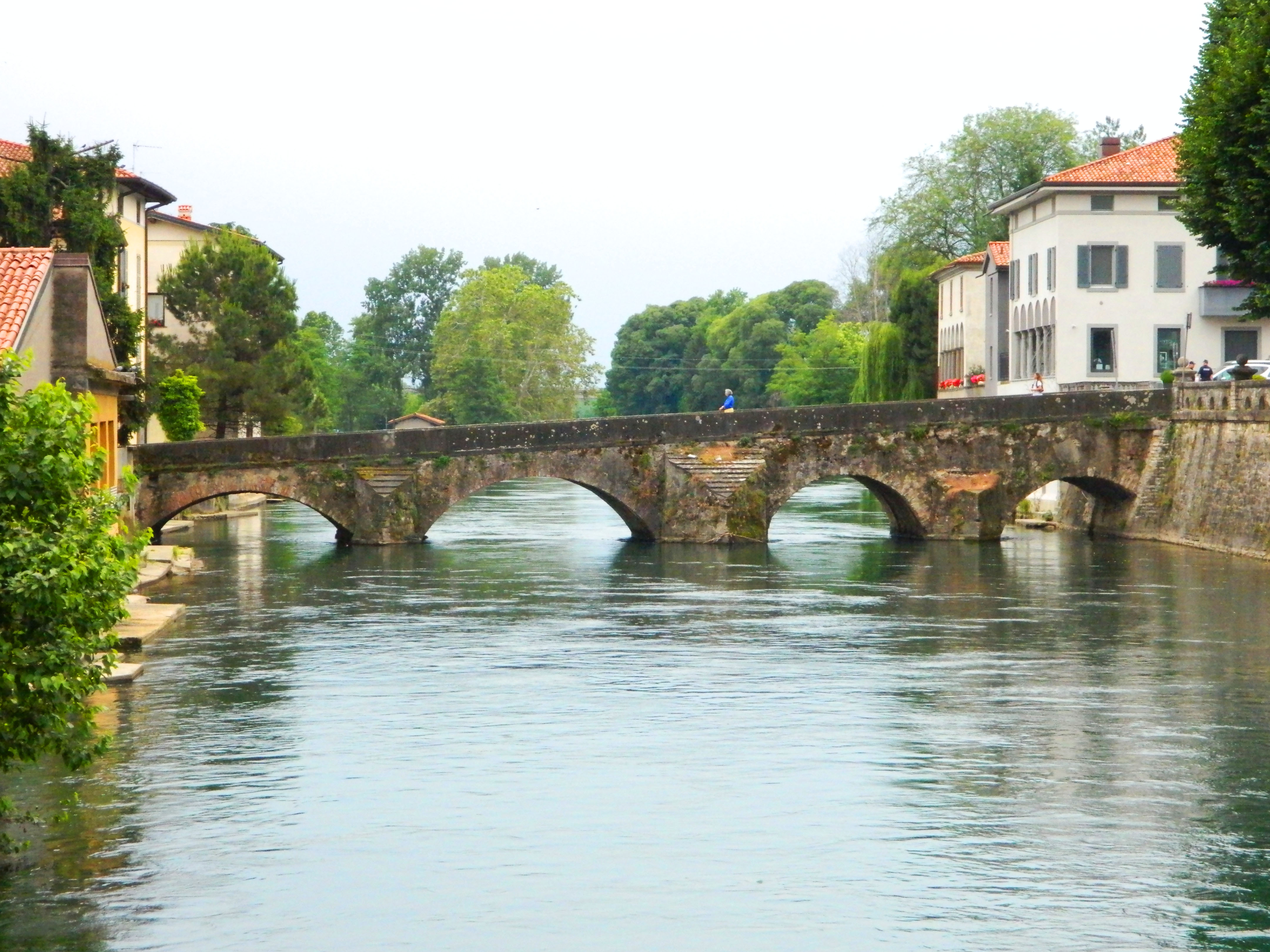
Il fiume Oglio nel Bresciano

All'anno 1053 o 1055 risale la fondazione e la dotazione, da parte della contessa Adeleida, moglie del defunto conte Ugo II, possidente in area piacentina e cremonese, di un monastero benedettino ad Acquanegra sul Chiese, intitolato a san Tommaso apostolo, secondo una politica di consolidamento patrimoniale e controllo territoriale tipica dell'aristocrazia dell'alto e pieno medioevo: il monastero sorgeva lungo l'Oglio, nel cuore dei possedimenti dei conti.

### I conti Vifredo e Bosone II
Ugo e Adeleida, che secondo A. Pallavicino potrebbe essere identificata con una esponente della grande dinastia degli Obertenghi, ebbero due figli noti, i conti Vifredo VI e Bosone II. Al primo si deve forse il riattamento, se non la fondazione, di un castrum oggi appunto chiamato Castel Goffredo – ma anticamente Castrum Vifredi-; egli tuttavia, pur detenendo vasti beni nella pianura bresciana sud-orientale, che in seguito passeranno, per via di un'unione matrimoniale, ai conti palatini di Lomello, risulta inserito nella vita cittadina del comune di Piacenza, centro di antiche proprietà dei propri ascendenti: egli sposò inoltre una donna di rango capitaneale locale – primo segno del fatto che i conti Ugoni cominciavano a scendere di grado, accettando di imparentarsi con famiglie di stirpe non antichissima, comitale o marchionale-, e, secondo alcuni storici, rivestì la carica di conte di Piacenza intorno all'anno 1077, forse per volontà dello stesso imperatore Enrico IV.

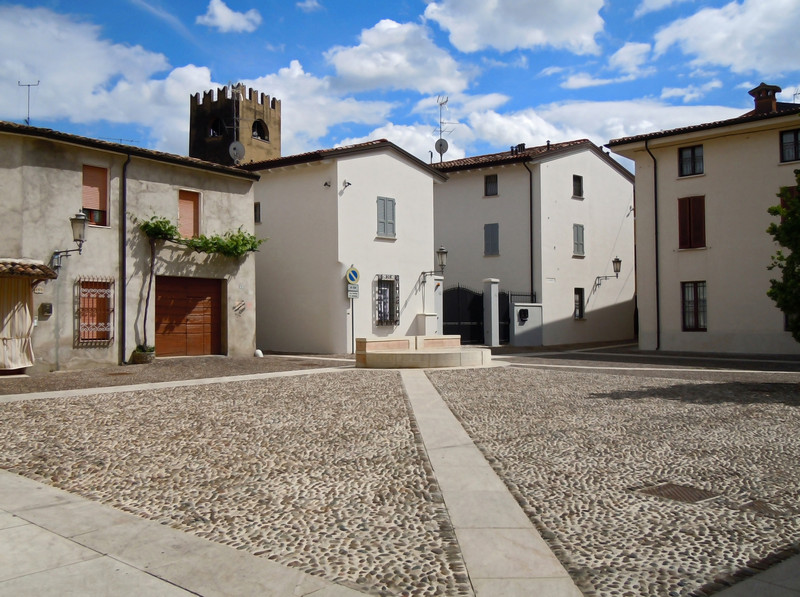
Castel Goffredo, piazza Castelvecchio, che sorge sul luogo dell'antico castello edificato dal conte Vifredo

Il fratello conte Bosone è il primo della famiglia ad essere indicato con il predicato “di Sabbioneta”, importante corte dell'abbazia di Leno poi passata nelle mani dei vescovi di Parma, e da qui ai conti che ne presero il nome: Bosone risulta infatti essere in rapporti vassallatici con il vescovo parmense, essendo designato come suo gonfaloniere, ossia capo della vassallità vescovile: altra prova, questa, del fatto che i conti si stavano abbassando di livello, accettando di entrare alle dipendenze di altri potenti e abbandonando così un precedente rapporto alla pari con essi.
Bosone, indicato anche come “di Montichiari”, riuscì a combinare un doppio legame con una potente famiglia di Parma, quella dei Guiberti, facendo sposare il figlio Alberto con una sorella dell'arcivescovo di Ravenna Guiberto, poi antipapa col nome di Clemente III, e dando in moglie la nipote Adelasia ad un fratello dello stesso antipapa. Appare dunque chiaro, anche tramite altre testimonianze, che il conte Bosone, nel contesto della lotta per le investiture, era schierato decisamente nelle file del partito imperiale. Lo stesso Bosone aveva inoltre sposato, secondo alcune ipotesi, Donella, sorella del conte Uberto di Parma.

### Rapporti con gli ultimi conti di Parma

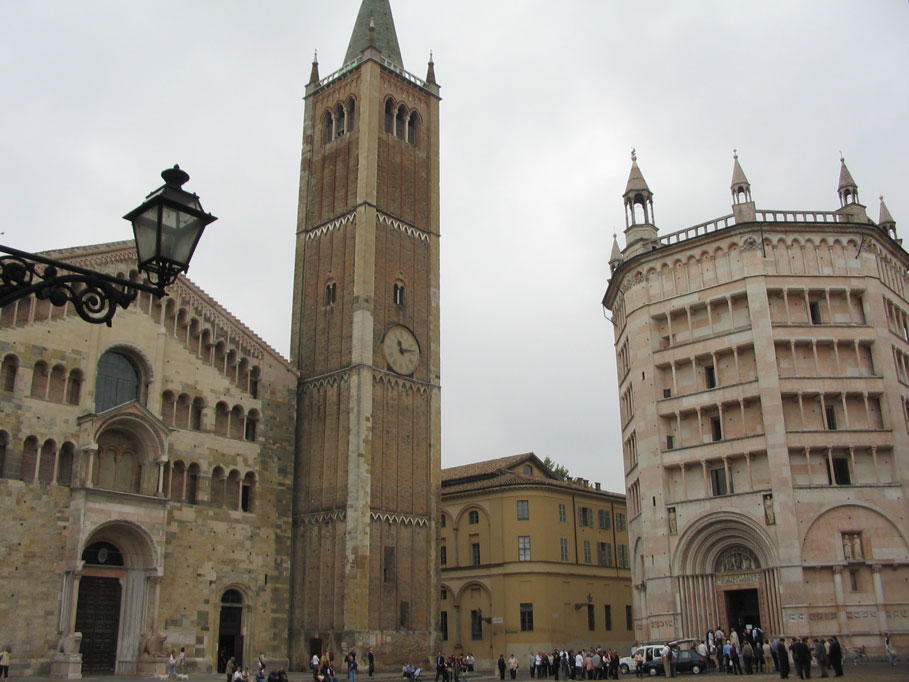
Parma, Duomo e Battistero

Proprio da questa unione sarebbe scaturito un importante legame tra due stirpi che avevano entrambe posto solide basi per una ampia signoria territoriale nella fascia tra il Po e il lago di Garda. Donella e Uberto erano figli del conte parmense Arduino, in stretti rapporti, forse anche di consanguineità, con la stirpe marchionale dei Canossa. Presenti con i loro beni in alcune zone del Veronese, Vicentino, Reggiano, Bresciano, vassalli del vescovo di Reggio, i cosiddetti ultimi conti di Parma si radicarono nell'area dell'Alto Mantovano e della Bassa bresciana orientale soprattutto con Uberto I, che disponeva di località, chiese e centri incastellati a Manerba del Garda, Solferino e soprattutto a Medole, e forse anche a Casaloldo; parte di questi beni vennero donati ad enti religiosi, soprattutto l'abbazia di Polirone, o permutati con gli stessi.

### I Bosonidi

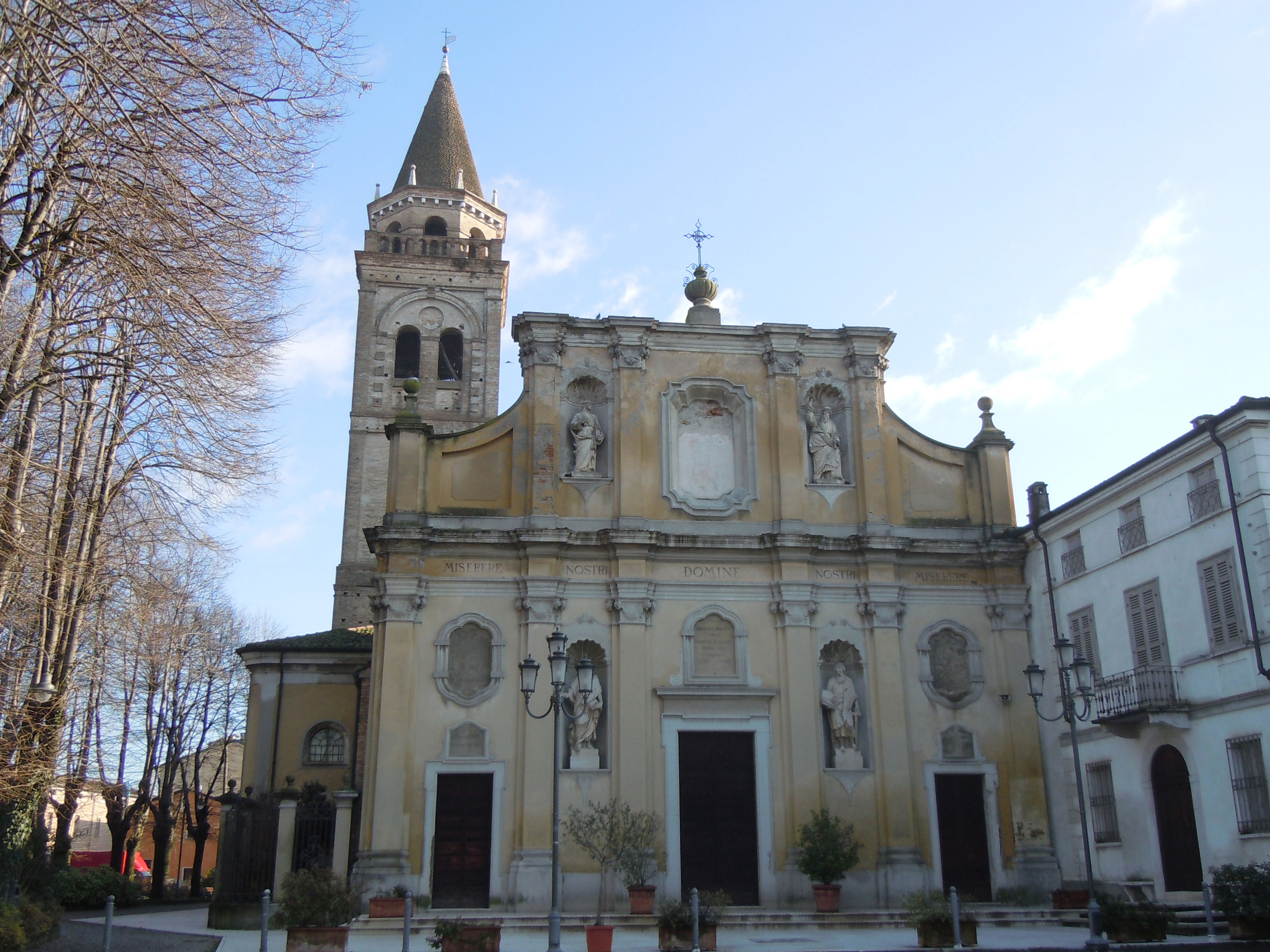
Chiesa di San Tommaso Apostolo (Acquanegra sul Chiese)

Dalla moglie Donella Bosone II ebbe cinque figli, chiamati "Bosonidi": 
- Ugo, detto “di Desenzano”, ma attivo anche a Calvisano, sposato con una donna della stirpe dei conti di Treviso, Matilde, la quale nel 1107 effettuò un importante lascito al monastero di famiglia di Acquanegra: questi coniugi detenevano inoltre beni nella pianura reggiana, come risulta da altre donazioni;
- Bosone III, che intraprese la carriera ecclesiastica diventando arcidiacono del Duomo di Parma;
- Uberto, che sposò una Berta, con la quale, stando in Marcaria, siglò alcuni lasciti;
- Gisla, dopo essersi unita con un Turrisendo, famiglia capitaneale veronese, andò in sposa al conte Alberto di Sambonifacio;
- Alberto di Sabbioneta, che, al contrario del padre, è uno dei personaggi più importanti al seguito della contessa Matilde di Canossa, in veste di vassallo e di testimone ad atti e convenzioni[4].

I figli di Bosone accentuarono ulteriormente la politica di accentramento patrimoniale nell'attuale zona di confine tra i territori di Brescia, Mantova, Cremona, area che si prestava bene alla fondazione e al consolidamento di un vasto dominatus loci basato su alcuni centri incastellati , per il fatto di essere distante dai rispettivi centri cittadini, e quindi sfuggevole ad un controllo da parte sia degli episcopati che dei nascenti comuni. Anche per conseguire questo scopo, i conti Ugo, Bosone III, Uberto e Alberto intrapresero un'opera di liquidazione delle parti del patrimonio distanti dalla suddetta zona e dunque difficilmente controllabili, soprattutto per mezzo di donazioni ad enti ecclesiastici: è il caso dei loro beni nel Piacentino e nel Reggiano (Gualtirolo, Costamezzana, Campegine).

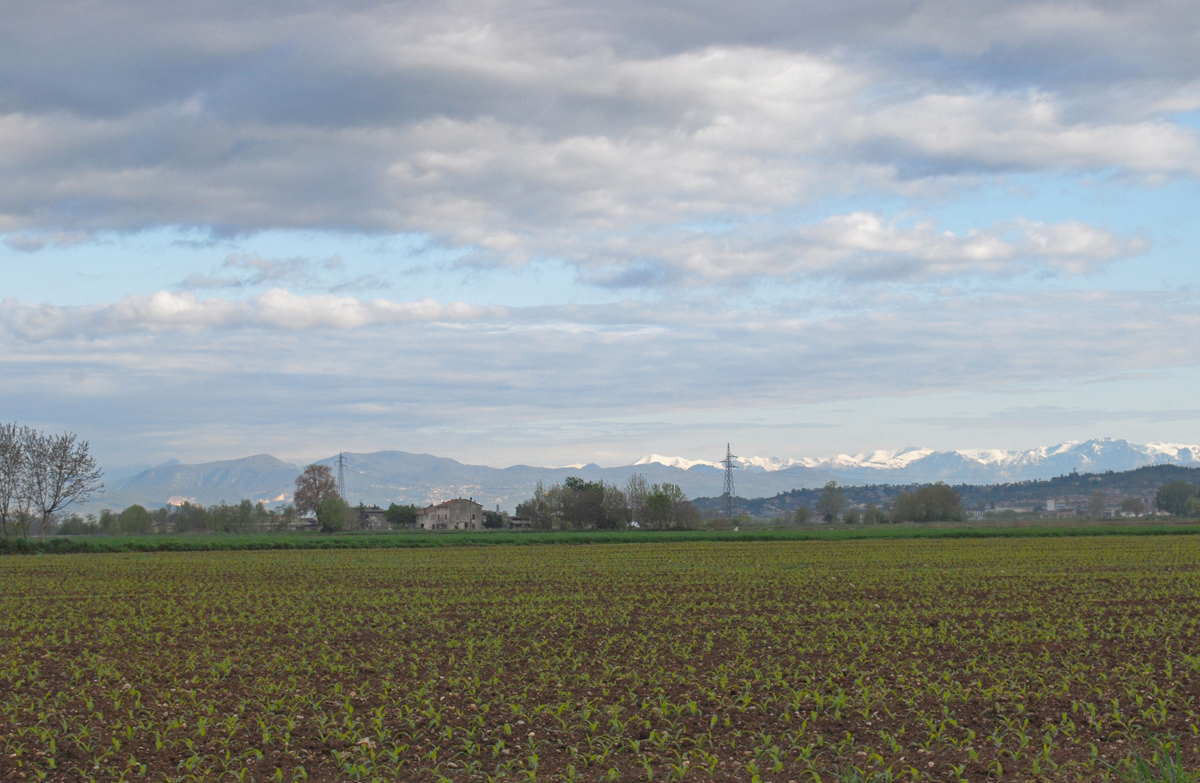
Paesaggio tipico dell'Alto Mantovano, zona di insediamento dei conti Ugoni e Longhi

I centri invece dell'antica Bassa Bresciana in cui essi risultano presenti sono Desenzano, Calvisano, Redondesco, Asola, Mosio, Mariana Mantovana, Marcaria, Acquanegra, Commessaggio, Fossacaprara e Staffolo di Casalmaggiore, Correggioverde. Ma il migliore quadro dei patrimoni bresciani dei conti ora detti di Sabbioneta all'inizio del XII secolo si può desumere dalla donazione del 1107 al monastero di S. Tommaso da parte della contessa Matilde di Desenzano: in esso, oltre che nelle località appena citate, compaiono beni in San Martino Gusnago, Casaloldo, Ceresino di Asola, Bizzolano di Canneto sull'Oglio, Remedello di Sopra, Castel Goffredo, Casalmaggiore, Ravere di Carpenedolo, Mezzane di Calvisano, Casalpoglio di Castel Goffredo, Montichiari, Calcinato, Lonato del Garda.

### I discendenti dei Bosonidi e i conti di Lomello

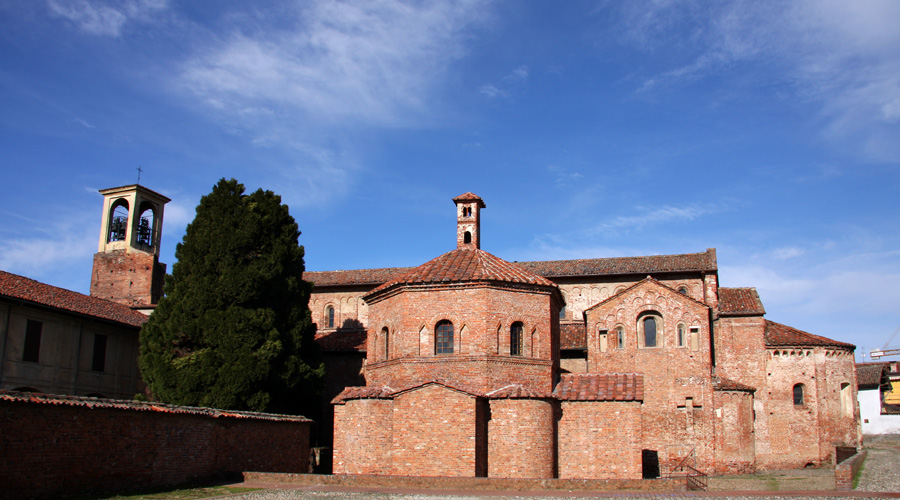
Lomello, Complesso romanico

Dopo la generazione dei figli dei conti Vifredo VI e Bosone II, riesce arduo seguire le successive evoluzioni genealogiche della stirpe signorile. In generale si assiste comunque ad una continua ed inarrestabile ramificazione in diverse famiglie, che man mano si rendono sempre più autonome l'una dall'altra, ereditano porzioni sempre più frammentate dell'antico dominio, assumono il nome del luogo principale di residenza La parte di eredità di Vifredo VI sembra essere in gran parte pervenuta nelle mani del conte Ugo III, suo figlio, e poi della contessa Iozolina, figlia di quest'ultimo e dal padre istituita quale erede universale in caso di morte del fratello Raginaldino. Iozolina o Gluzulina andò in moglie a Guglielmo conte di Lomello, facendo così finire nelle mani di questa schiatta comitale larghe porzioni del patrimonio dei conti di Sabbioneta in area bresciana e mantovana.
Della discendenza del conte Bosone II, si sa con certezza unicamente dell'esistenza di un figlio maschio del conte Alberto di Sabbioneta, chiamato Abate e sposato con una Duchessa, forse dei conti di Parma: egli era fra l'altro detentore di beni situati tra Casaloldo e S. Martino Gusnago, poi donati alla cattedrale di Mantova, di altri beni a Gualtirolo reggiano, anch'essi donati all'episcopato mantovano, e di altri ancora in Meletole di Poviglio e Campegine, sempre nel Reggiano. Il conte Abate fu scelto dall'imperatore Federico Barbarossa come giudice e podestà di Parma negli anni 1158-1160, insieme a Bernardo da Cavriago, e, nel pieno delle sue funzioni comitali, presiedette un placito che coinvolse il monastero del Polirone. Dal conte Abate dovrebbero prendere la loro origine i conti poi detti di San Martino e quelli di Casaloldo.
Negli stessi anni si colloca l'esistenza dei conti Azzo e Vizolo, fratelli, possessori di beni in Fagnano, nel Veronese, nel 1138: essi vanno forse ritenuti figli o comunque discendenti del conte Ugo di Sabbioneta e Desenzano o del conte Uberto di Sabbioneta, cugini dunque del conte Abate. Vizolo è attestato anche nel 1132 come confinante con le proprietà di Abate. Fagnano si trova molto vicino a Isola della Scala, località che nel 1210 è indicata come già posseduta dai conti di Sabbioneta-Montichiari; poiché Isola era una base patrimoniale molto importante dei conti Gandolfingi – che ad essa diedero pure il nome di Insula Comitum -, viene confermato così il legame supposto tra Gandolfingi e Ugoni-Longhi. Azzo e Vizolo, con un loro probabile cugino – Vifredo figlio di Ugo – e con il figlio di Azzo, soprannominato Sineratione, parteciparono ad alcuni atti stesi in Mantova: forse alla stessa famiglia è da ricondurre anche un conte Lantelmo, presente alla concessione di un privilegio ai Mantovani in Pavia da parte del Barbarossa.

### L'inizio della frammentazione: i conti di Longhi Montichiari, Asola, Mosio e i conti di San Martino

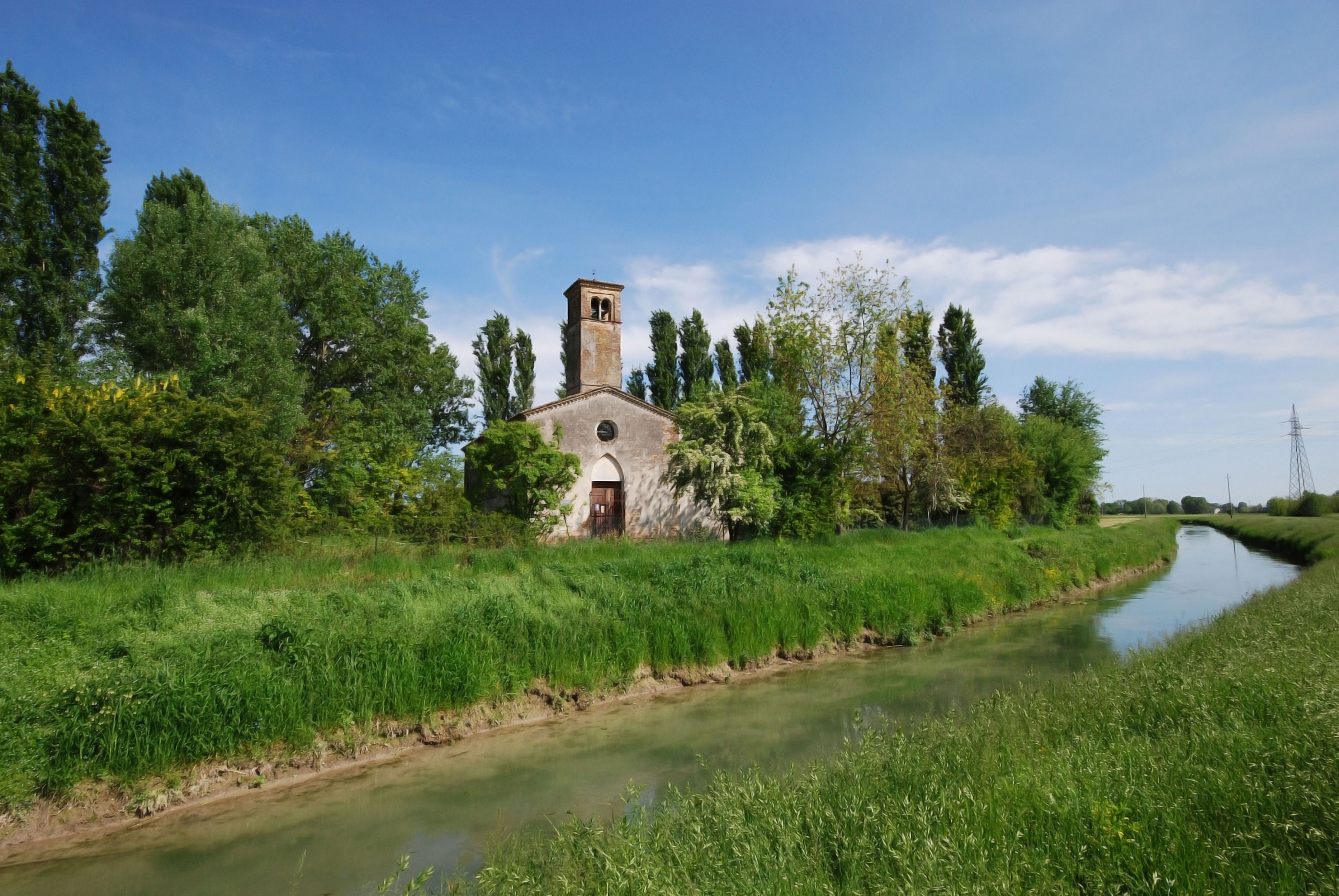
Redondesco, romitorio di San Pietro e torrente Tartaro, che scorre nel pieno del Comitatus degli Ugoni-Longhi ed è ricordato anche nei documenti del Liber Potheris di Brescia che li riguardano

È possibile però notare già dalla metà del XII secolo una evidente spaccatura nell'antica stirpe degli Ugonidi: in un atto rogato a Montichiari nel 1167 compaiono, come signori titolari della località, solamente i conti Azzo, Vizolo – gli stessi o forse omonimi discendenti dei primi – e Narisio I. I conti discesi dal ceppo dei Sabbioneta dovevano però essere di più; tanto più che alcuni di essi, col nome di conti di San Martino, compaiono in una vicenda di rivendicazioni e lotta condotta contro l'abbazia di Leno e alcuni suoi vassalli per il possesso del bosco di Spineda e di terre tra Asola e Fiesse
In un atto del 1228 si rammenta inoltre la rivalità che si era accesa tra i conti di Montichiari e quelli di S. Martino e Casaloldo, e si ricorda il fatto che in Montichiari erano molti i conti a detenere diritti, ma non i discendenti del conte Abate: si fa dunque strada la possibilità che i conti di San Martino e di Casaloldo siano discesi da Abate di Sabbioneta, mentre quelli che poi verranno chiamati Longhi – e nel 1167 sono presentati come titolari feudali di Montichiari, Asola e Mosio – derivino dai fratelli Azzo e Vizolo.

### Note preliminari

Matilde di Canossa e l'imperatore Enrico IV

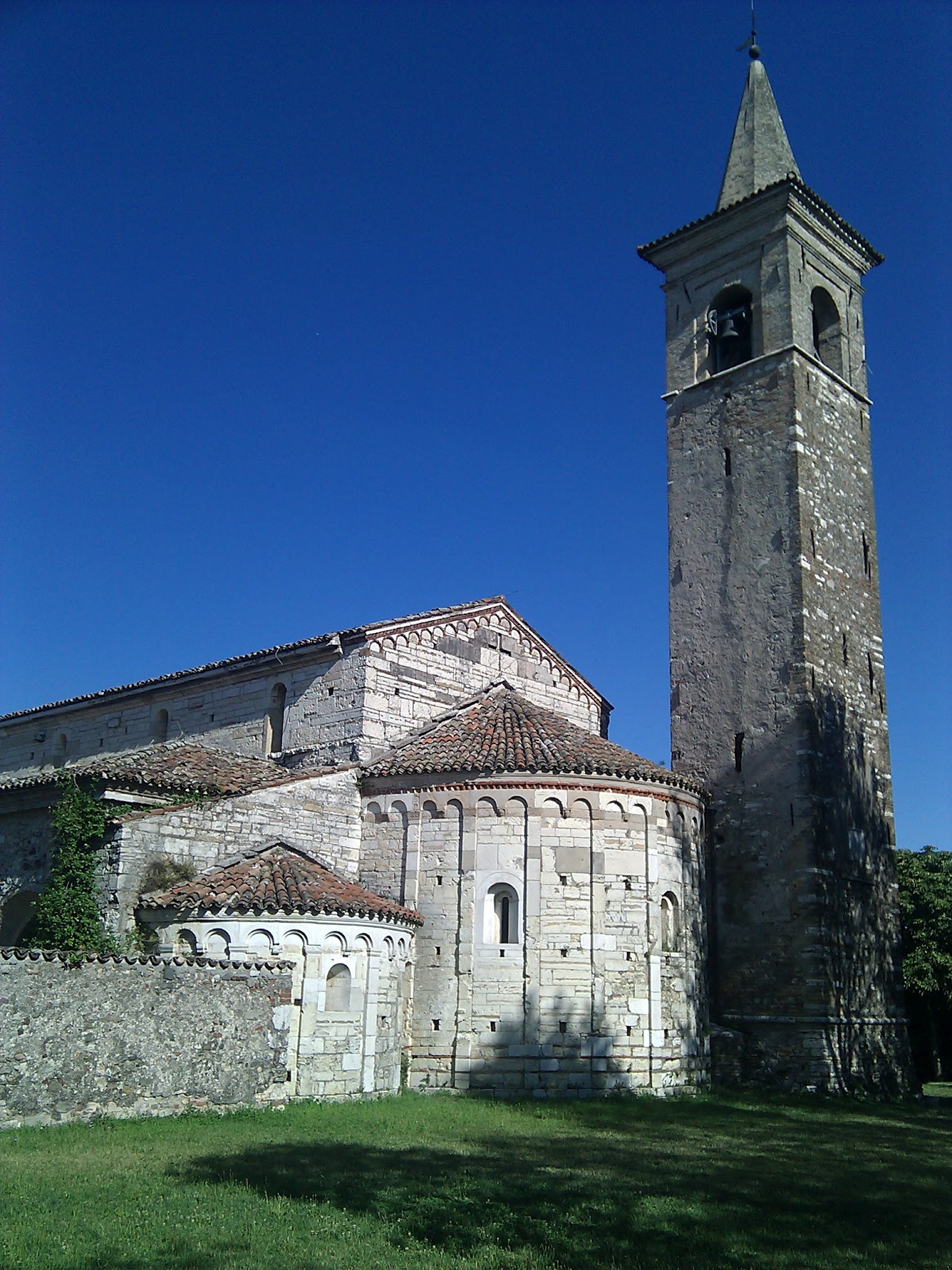
Montichiari, pieve di San Pancrazio, abside e campanile. La chiesa era già esistente all'epoca dei conti Longhi ed è menzionata nel documento che li riguarda del 1167

### Ipotesi antiche

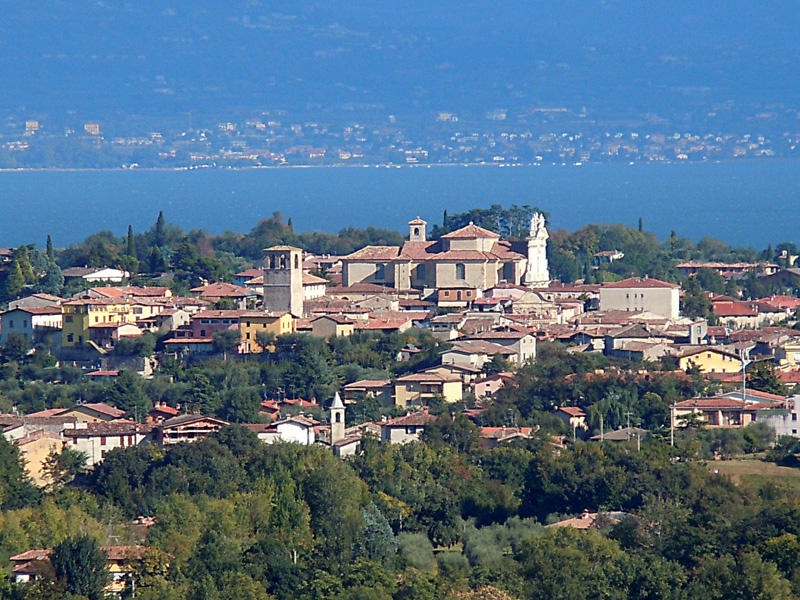
Il Lago di Garda visto dalla rocca di Manerba, posseduta da alcuni dei conti

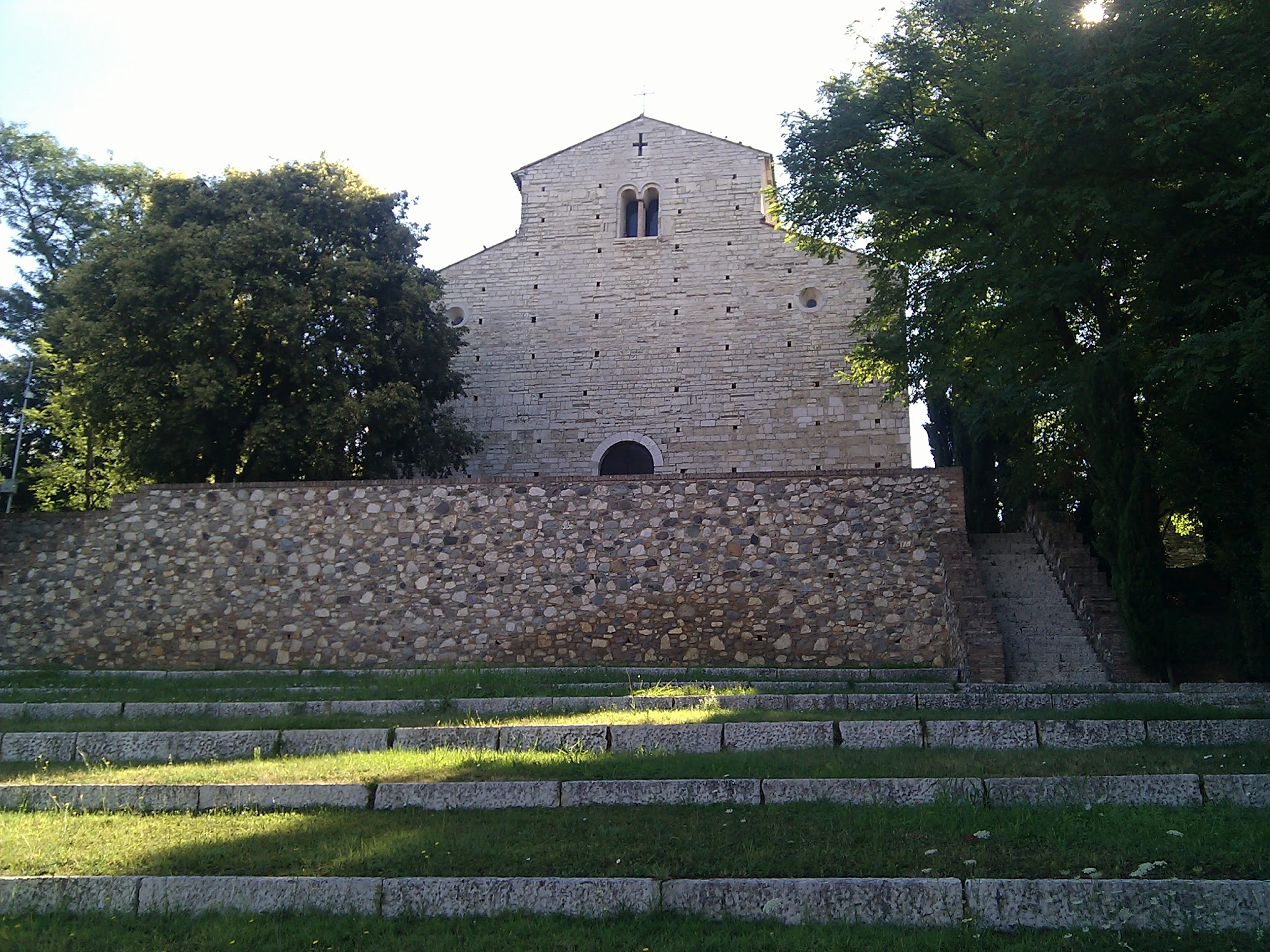
Montichiari, pieve di San Pancrazio

### Ipotesi contemporanee

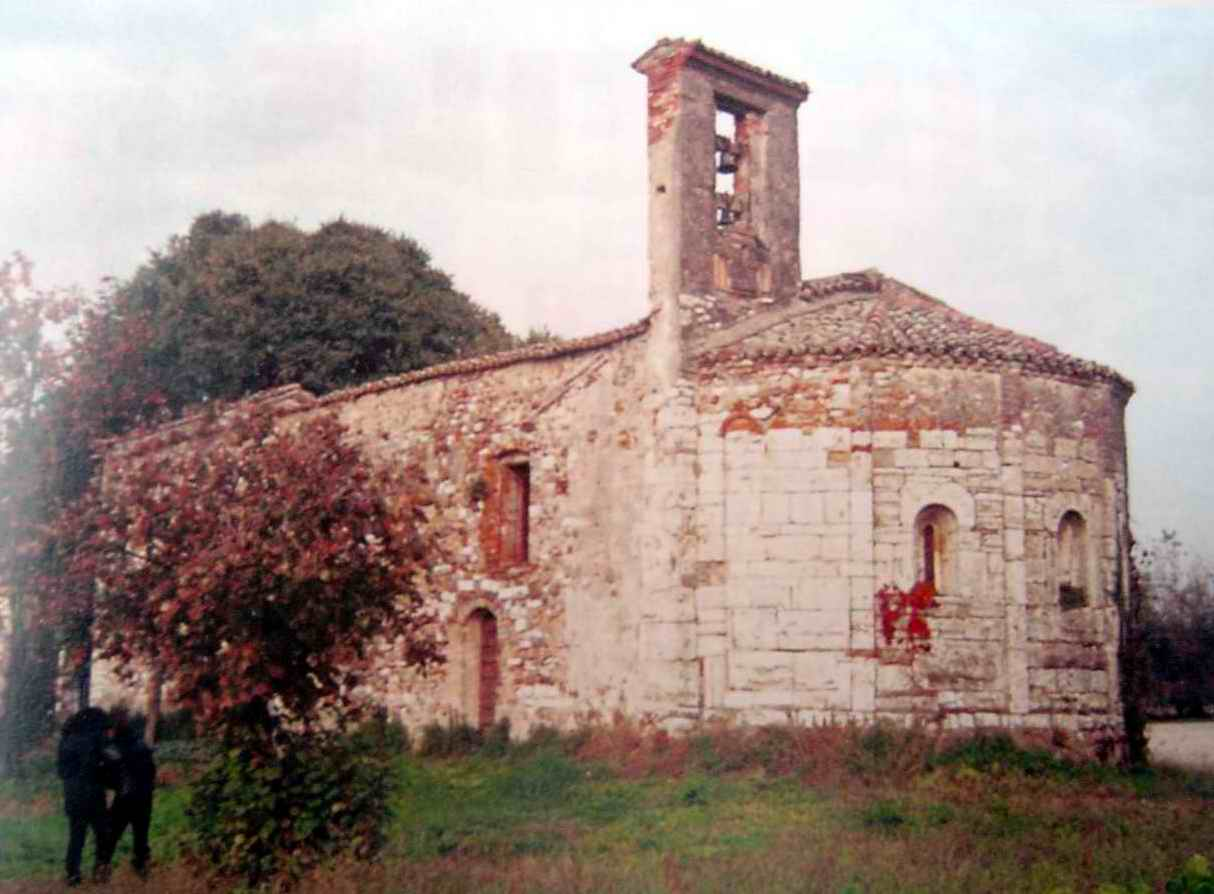
Carpenedolo, pieve di Santa Maria in Carpino, coeva alla presenza dei conti Ugoni sul territorio

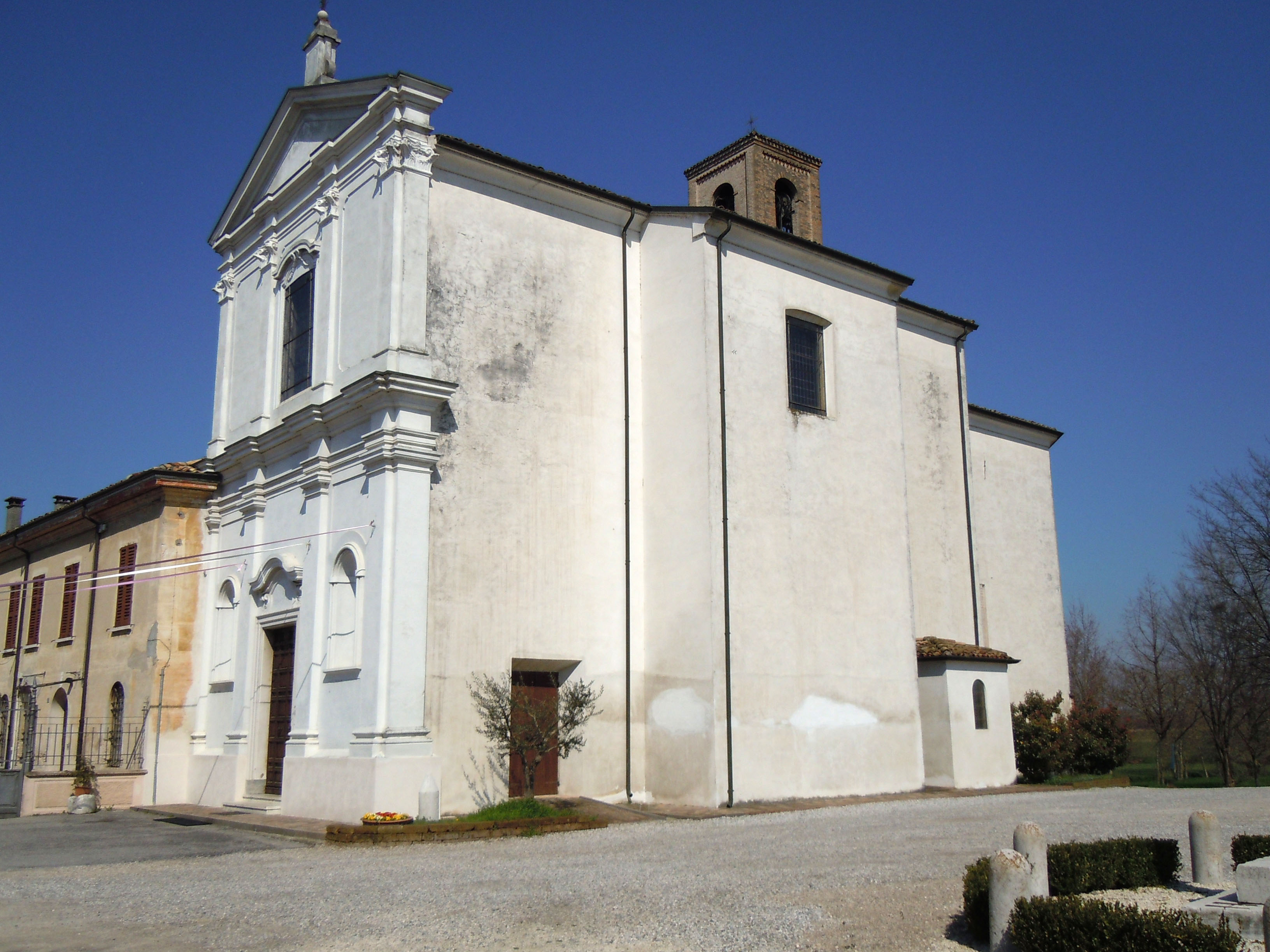
San Martino Gusnago, Chiesa parrocchiale di San Martino: la sua fondazione come pieve risale all'età longobarda, ed ha contribuito a dare il nome al ramo dei conti di San Martino

### Longhi

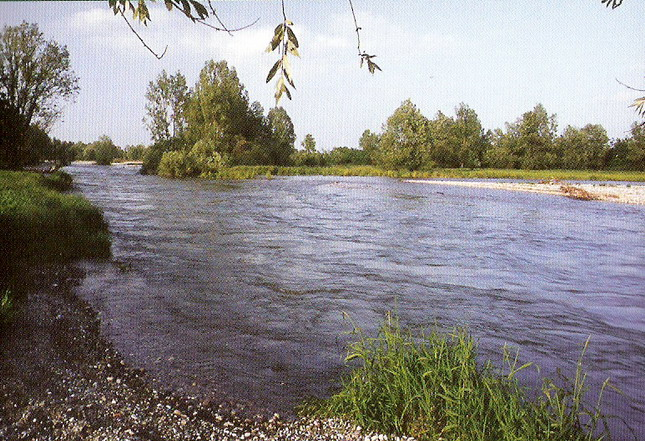
Il fiume Chiese a Carpenedolo: esso scorre nel cuore dei possedimenti degli Ugoni-Longhi, da Calvisano ad Acquanegra, e nel documento dei conti di Montichiari del 1167 si dice che vi si estraevano ghiaia e pietra

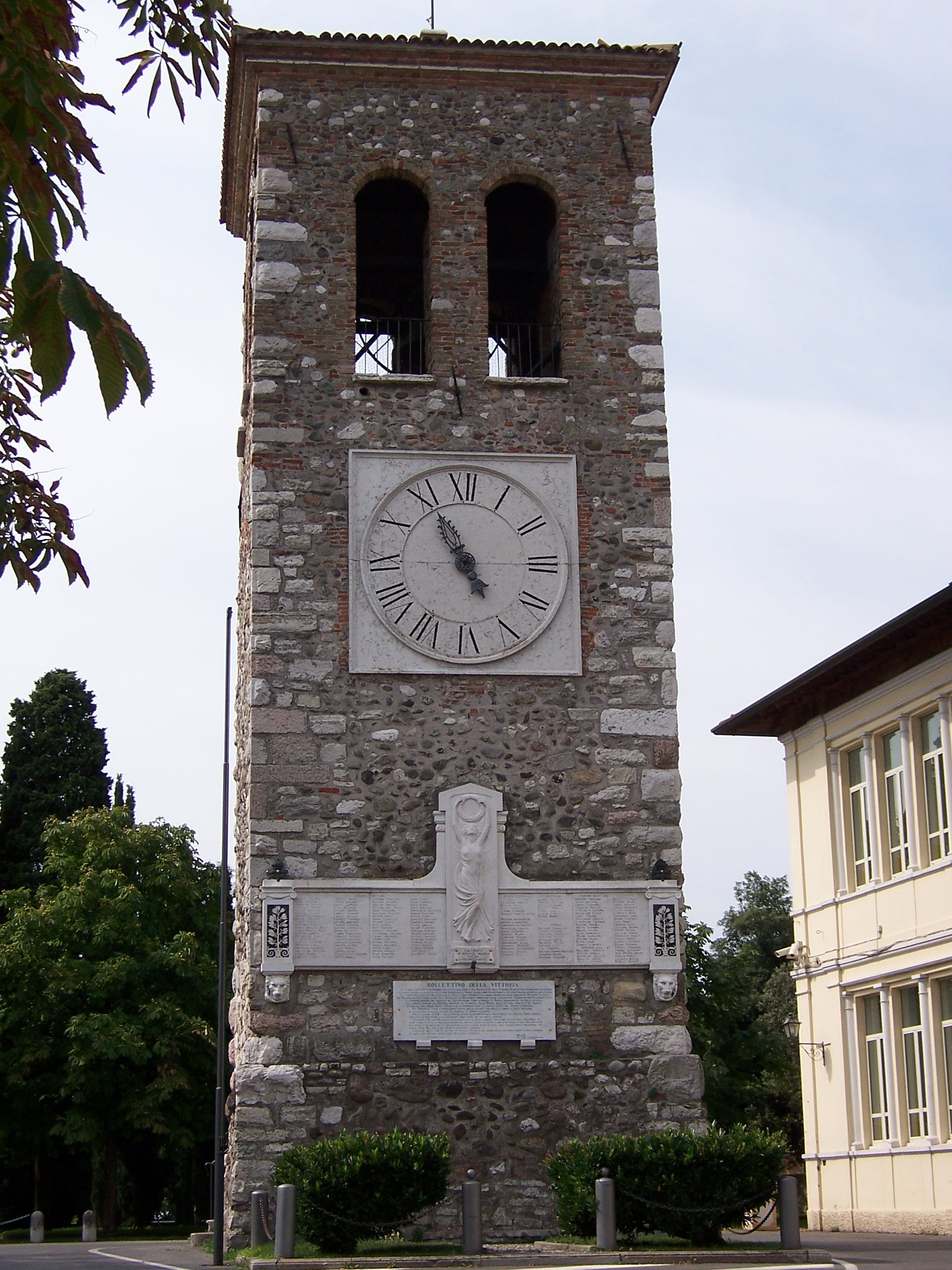
Calcinato, Torre civica, tra i possedimenti dei conti Longhi.

### Ugoni

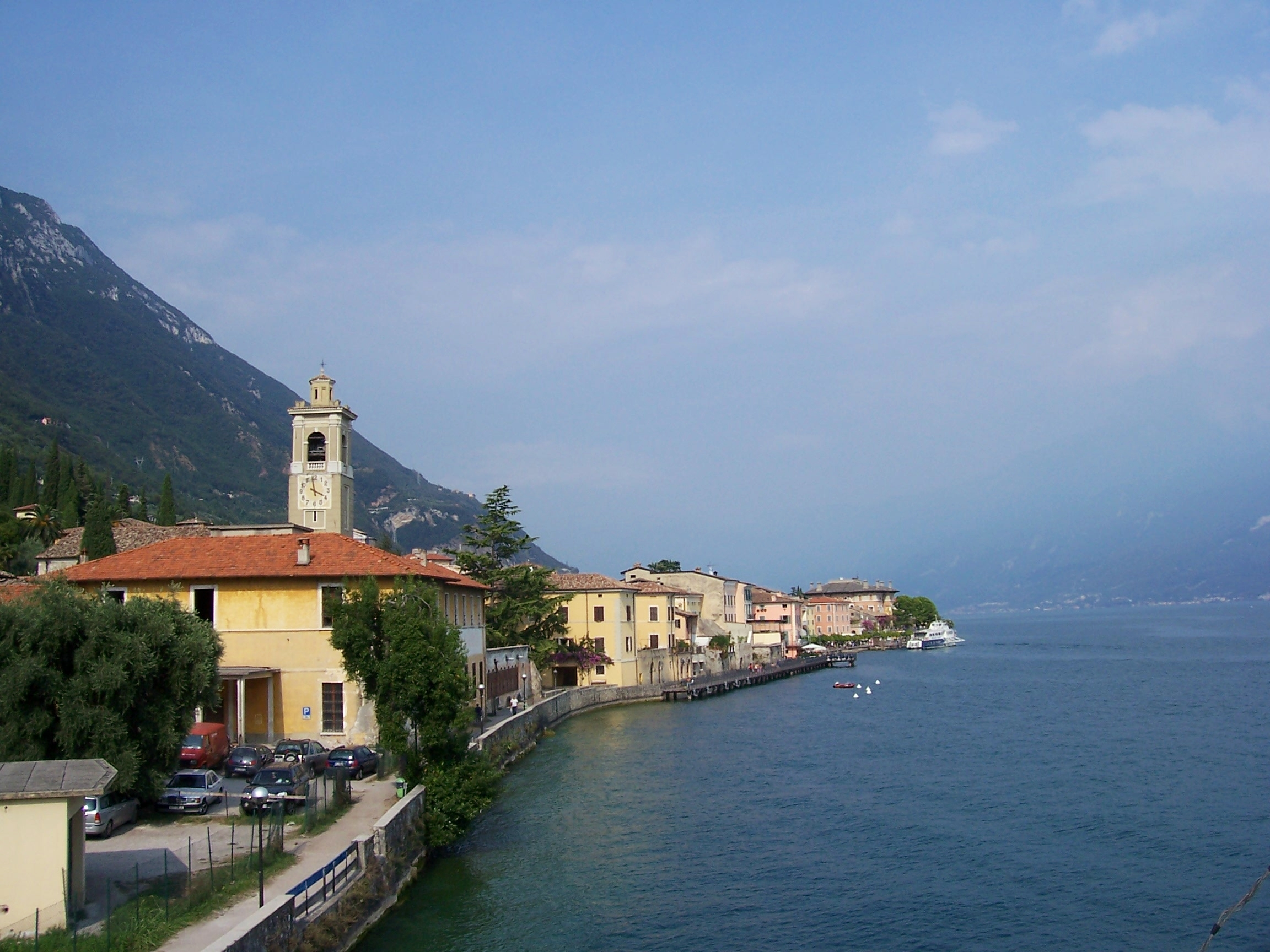
Gargnano, il porto: la località fu concessa in feudo dal vescovo di Brescia agli Ugoni-Longhi

### Lo stato degli Ugoni-Longhi: il Comitatus

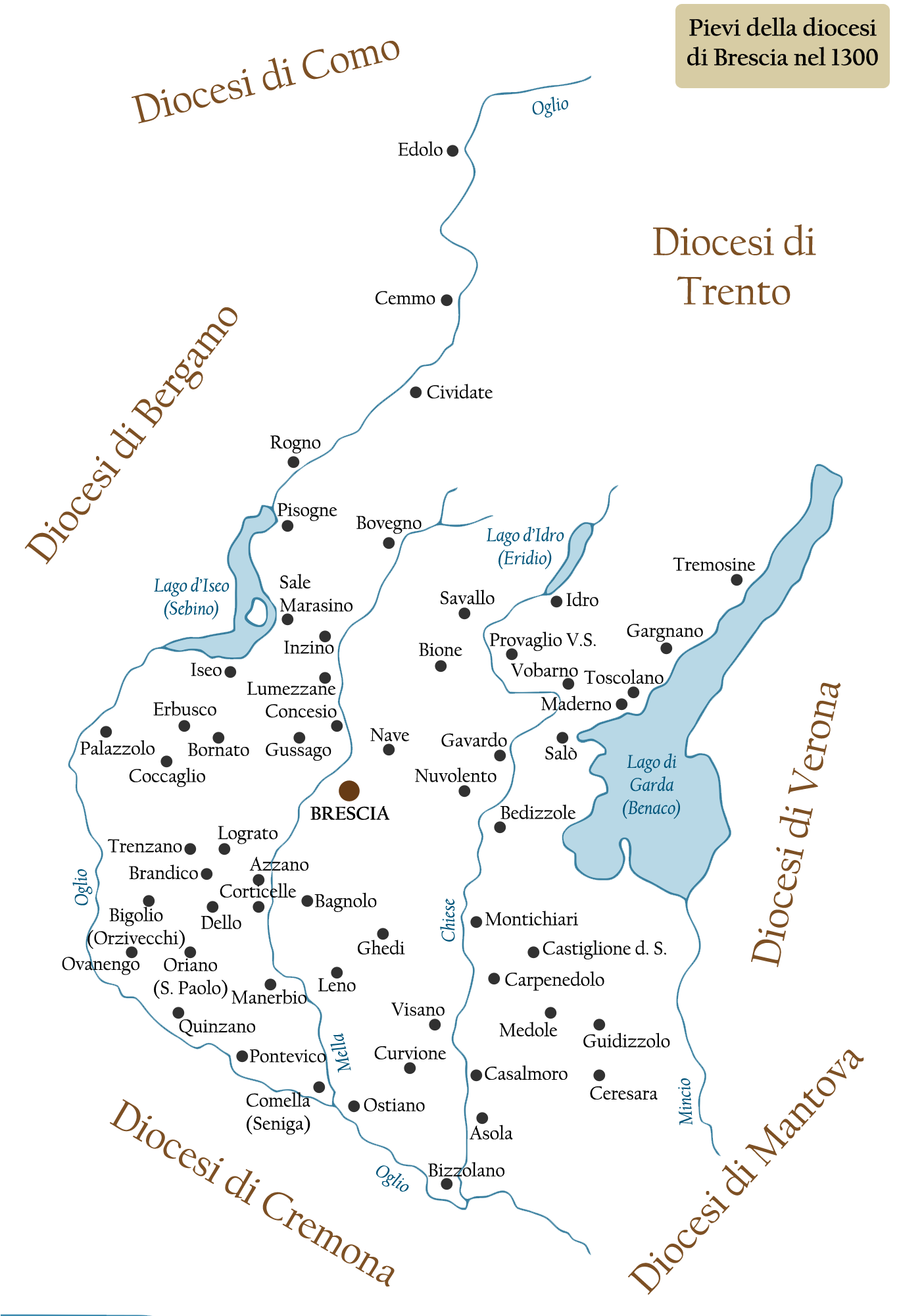
Diocesi e contea di Brescia nel medioevo, con l'indicazione delle pievi: i conti Ugoni-Longhi erano stanziati nella sona sud orientale del distretto

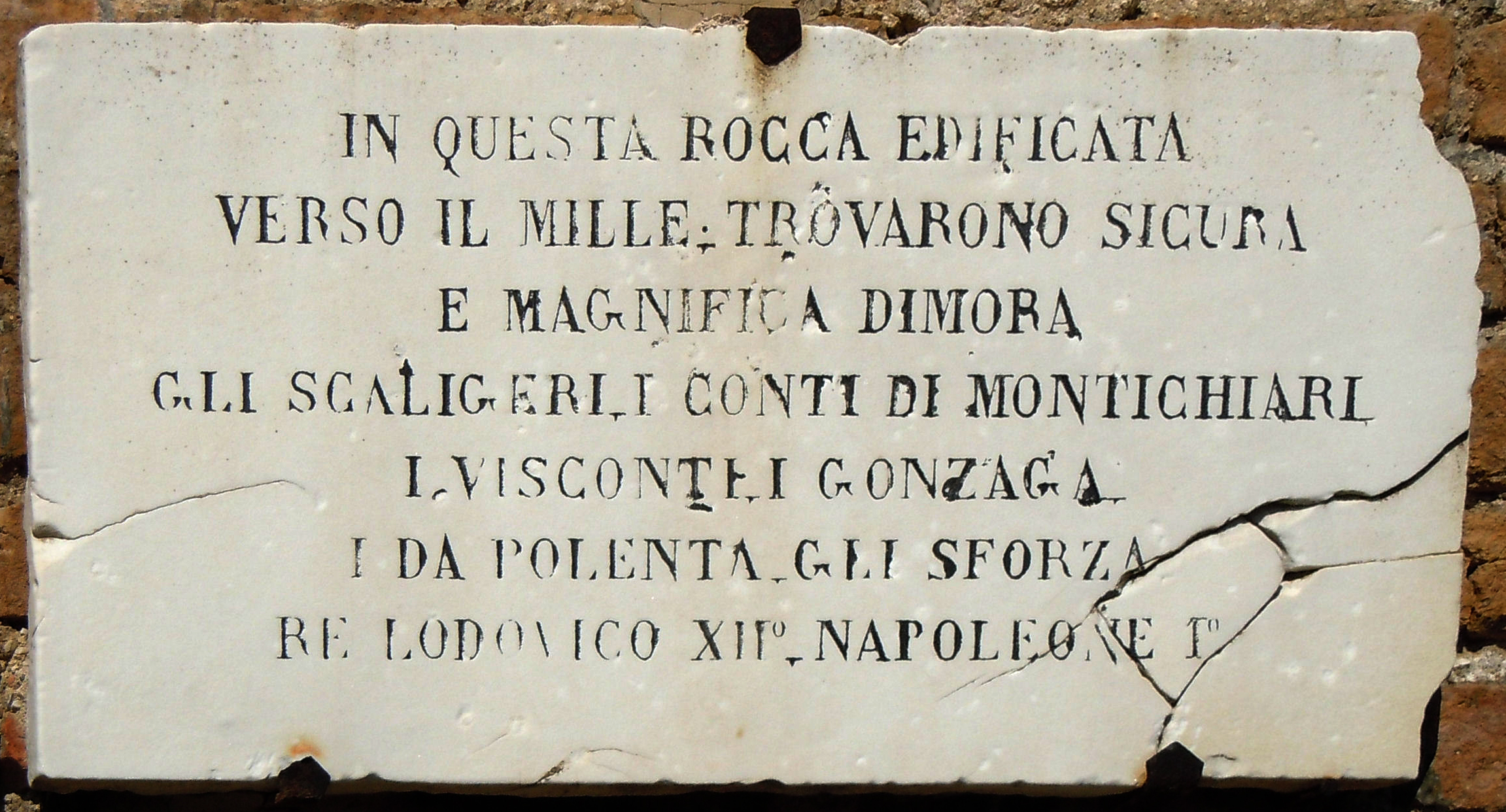
Lonato, lapide sulla porta d'ingresso della Rocca Viscontea che ricorda come la fortificazione appartenne anche ai conti Longhi

## Genealogia degli Ugoni-Longhi